# Изанаки
Изнаги (イザナギ) или Изанаки (イザナキ) је бог творац (ками) у јапанској митологији. Он и његова сестра која је истовремено била и његова жена, били су последњи богови од седам генерација првобитних богова. Изанами и Изанаги су сматрани за творце јапанског архипелага и родитеље многих божанстава, међу којима су и богиња сунца Аматерасу, бог месеца Цукијоми и бог олује Сусаноо.

## Име
Његово име се појављује у Коџикију (око 712. године н.е) и као Изанаги-но-Ками (伊邪那岐神) и Изанаги-но-Микото (伊邪那岐命), док се у Нихон-шокију (око 720. године н.е) појављује као Изанаги-но-Микото, а име му се пише другачијим карактерима (伊弉諾尊).
Имена Изанаги (Изанаки) и Изанами се често тумаче да су изведена од глагола izanau (по историјском правопису izanafu) или iⁿzanap- што на западно старојапанском значи "позвати", а наставци -ки/-ги и -ми се узимају као суфикси мушког и женског рода.Буквалан превод Iⁿzanaŋgî и Iⁿzanamî јесте "Мушкарац који позива" и "Жена која позива". Ширатори Куракичи је предложио алтернативну теорију која говори да је корен iza- (или ипак isa-) изведен из речи  (по историјском правопису isawo), што значи "постигнуће" или "заслуга".
Претпоставља се да је етимолошко порекло глагола претеча средњокорејске леме yènc- што значи "поставити / ставити на врх".
1. ↑  „Encyclopedia of Shinto - Home : Kami in Classic Texts : Omodaru, Ayakashikone”. eos.kokugakuin.ac.jp. Приступљено 2021-01-17.